# EHF-Europapokal der Pokalsieger der Frauen 2008/09
Am EHF-Europapokal der Pokalsieger 2008/09 nahmen insgesamt 44 Handball-Vereinsmannschaften teil, die sich in der vorangegangenen Saison in ihren Heimatländern im Pokalwettbewerb für den Wettbewerb qualifizieren konnten oder aus der Champions League 08/09 ausgeschieden waren. Es ist die 34. Austragung des Pokalsiegerwettbewerbs.

## Qualifikation

### Runde 2
Die Spiele fanden am 4./5./11. Oktober und am 11./12. Oktober statt.
|                       | Gesamt  |                        | Hinspiel         | Rückspiel         |
| --------------------- | ------- | ---------------------- | ---------------- | ----------------- |
| Van der Voort-Quintus | 62 : 41 | HIFK Damhandboll       | 33 : 21 (18 : 9) | 29 : 20 (11 : 7)  |
| Maiastars             | 36 : 70 | Önnereds HK            | 20 : 39 (6 : 24) | 16 : 31 (6 : 12)  |
| DHK ZORA Olomouc      | 53 : 44 | BNTU-BelAz Minsk       | 25 : 21 (15 : 8) | 28 : 23 (13 : 13) |
| ABU Baku              | 47 : 48 | Panellionios Lefkosias | 27 : 23 (13 : 9) | 20 : 25 (9 : 12)  |

## Hauptrunde

### Runde 3
Die Hinspiele fanden am 31. Oktober und 1./2./8. November statt. Die Rückspiele fanden am 1./2./8./9. November statt.
|                         | Gesamt  |                              | Hinspiel          | Rückspiel         |
| ----------------------- | ------- | ---------------------------- | ----------------- | ----------------- |
| DHK ZORA Olomouc        | 64 : 55 | ZZRK „Dinamo Petrohemija“    | 35 : 25 (13 : 13) | 29 : 30 (14 : 16) |
| Van der Voort-Quintus   | 49 : 68 | SC Luch Moskau               | 26 : 35 (10 : 15) | 23 : 33 (12 : 18) |
| Gjerpen HB              | 83 : 41 | Panellionios Lefkosias       | 47 : 21 (27 : 11) | 36 : 20 (17 : 9)  |
| Oțelul Galați           | 70 : 26 | ZRK Ljubuški-Lido Osiguranje | 34 : 14 (19 : 5)  | 36 : 12 (17 : 4)  |
| Levanger HK             | 20 : 0  | Gazi University SC           | 10 : 0            | 10 : 0            |
| Önnereds HK             | 46 : 60 | RK Tresnjevka Zagreb         | 25 : 31 (15 : 12) | 21 : 29 (7 : 17)  |
| Politechnika Koszalin   | 46 : 64 | BM Parc Sagunto              | 23 : 28 (11 : 11) | 23 : 36 (10 : 17) |
| MGA HB Wien             | 42 : 75 | SK Karpaty Uzhgorod          | 23 : 35 (6 : 17)  | 19 : 40 (6 : 19)  |
| IUVENTA Michalovce      | 45 : 44 | Le Havre HAC                 | 23 : 19 (9 : 6)   | 22 : 25 (12 : 15) |
| KIF Vejen Kolding       | 64 : 41 | GAS Anagennisi Arta          | 31 : 17 (16 : 6)  | 33 : 24 (16 : 11) |
| TSV Bayer 04 Leverkusen | 71 : 47 | TSV St. Otmar St. Gallen     | 41 : 29 (23 : 13) | 30 : 18 (13 : 10) |
| DVSC-Aquaticum Debrecen | 82 : 49 | S.S. Pallamano Bancole       | 44 : 26 (21 : 15) | 38 : 23 (14 : 9)  |

### Achtelfinale
Es nahmen die 12 Sieger der 3. Runde und die vier 3. der Champions League 08/09 Gruppenphase teil.
Die Hinspiele fanden am 7./8./14. Februar statt. Die Rückspiele fanden am 14./15. Februar statt.
|                         | Gesamt     |                       | Hinspiel          | Rückspiel         |
| ----------------------- | ---------- | --------------------- | ----------------- | ----------------- |
| Gjerpen HB              | 74 : 63    | SK Karpaty Uzhgorod   | 39 : 30 (21 : 13) | 35 : 33 (17 : 15) |
| DVSC-Aquaticum Debrecen | 158 : 58 1 | Oțelul Galați         | 34 : 29 (19 : 14) | 24 : 29 (13 : 15) |
| DHK ZORA Olomouc        | 48 : 63    | FCK Håndbold          | 28 : 31 (14 : 17) | 20 : 32 (7 : 20)  |
| IUVENTA Michalovce      | 42 : 47    | Levanger HK           | 29 : 28 (16 : 15) | 13 : 19 (6 : 12)  |
| KIF Vejen Kolding       | 43 : 51    | Larvik HK             | 21 : 25 (12 : 12) | 22 : 26 (10 : 14) |
| TSV Bayer 04 Leverkusen | 51 : 42    | Kometal Gjorce Petrov | 31 : 21 (16 : 13) | 20 : 21 (13 : 12) |
| Metz Handball           | 59 : 39    | RK Tresnjevka Zagreb  | 26 : 20 (8 : 9)   | 33 : 19 (15 : 6)  |
| BM Parc Sagunto         | 73 : 59    | SC Luch Moskau        | 31 : 32 (14 : 15) | 42 : 27 (21 : 9)  |

## Viertelfinale
Die Auslosung des Viertelfinales fand am 17. Februar 2009 um 11:00 Uhr statt.

Die Hinspiele fanden am 14./15. März 2009 statt. Die Rückspiele fanden am 15./21. März 2009 statt.
| Mannschaft 1            | Mannschaft 2    | Hinspiel          | Rückspiel         | Gesamt  |
| ----------------------- | --------------- | ----------------- | ----------------- | ------- |
| Larvik HK               | Oțelul Galați   | 15.03. 18:00 Uhr  | 21.03. 11:00 Uhr  | 54 : 44 |
| Larvik HK               | Oțelul Galați   | 26 : 22 (14 : 10) | 28 : 22 (14 : 11) | 54 : 44 |
| Gjerpen HB              | BM Parc Sagunto | 15.03. 16:00 Uhr  | 21.03. 16:30 Uhr  | 66 : 65 |
| Gjerpen HB              | BM Parc Sagunto | 39 : 33 (19 : 15) | 27 : 32 (16 : 17) | 66 : 65 |
| Metz Handball           | FCK Håndbold    | 15.03. 17:00 Uhr  | 21.03. 14:05 Uhr  | 38 : 46 |
| Metz Handball           | FCK Håndbold    | 20 : 23 (14 : 13) | 18 : 23 (9 : 10)  | 38 : 46 |
| TSV Bayer 04 Leverkusen | Levanger HK     | 14.03. 18:00 Uhr  | 15.03. 14:00 Uhr  | 45 : 30 |
| TSV Bayer 04 Leverkusen | Levanger HK     | 23 : 14 (14 : 9)  | 22 : 16 (12 : 8)  | 45 : 30 |

## Halbfinale
Die Auslosung des Halbfinale fand am 24. März 2009 um 11:00 (GMT+2) Uhr statt.

Die Hinspiele fanden am 11./19. April 2009 statt. Die Rückspiele fanden am 18. April 2009 statt.
| Mannschaft 1            | Mannschaft 2 | Hinspiel           | Rückspiel          | Gesamt  |
| ----------------------- | ------------ | ------------------ | ------------------ | ------- |
| TSV Bayer 04 Leverkusen | FCK Håndbold | 11.04. – 19:30 Uhr | 18.04. – 13:30 Uhr | 27 : 43 |
| TSV Bayer 04 Leverkusen | FCK Håndbold | 9 : 21 (2 : 11)    | 18 : 22 (8 : 10)   | 27 : 43 |
| Larvik HK               | Gjerpen HB   | 19.04. – 14:15 Uhr | 18.04. – 14:45 Uhr | 74 : 43 |
| Larvik HK               | Gjerpen HB   | 37 : 23 (18 : 13)  | 37 : 20 (18 : 10)  | 74 : 43 |

## Finale
Die Auslosung des Finales fand am 21. April 2009 um 11:00 Uhr (GMT+2) in Wien statt.

Das Hinspiel fand am 9. Mai 2009 statt. Das Rückspiel fand am vom 17. Mai 2009 statt.
| Mannschaft 1 | Mannschaft 2 | Hinspiel           | Rückspiel          | Gesamt  |
| ------------ | ------------ | ------------------ | ------------------ | ------- |
| Larvik HK    | FCK Håndbold | 09.05. – 16:15 Uhr | 17.05. – 15:35 Uhr | 44 : 47 |
| Larvik HK    | FCK Håndbold | 23 : 21 (12 : 10)  | 21 : 26 (10 : 13)  | 44 : 47 |

### Larvik HK–FCK Håndbold23: 21 (12: 10)
9. Mai 2009 in Drammen, Drammenshallen, 1600 Zuschauer
Larvik HK: Sando, Rantala – Riegelhuth  (10), Løke  (4), Breivang  (3), Larsen  (2), Stange (2), Breistøl  (1), Kristiansen (1), Iversen, Jansen, Johansen, Narvesen
FCK Håndbold: Pedersen, Leganger – Savić  (6), Turei   (6), Krause (5), Batinić (2), Baumbach  (1), Wiberg  (1), Bloch-Sørensen, Lyksborg, Melgaard  , Nielsen, Pedersen, Transel
Referees:  Vaidas Mazeika & Mindaugas Gatelis

### FCK Håndbold–Larvik HK26: 21 (13: 10)
17. Mai 2009 in Kopenhagen, Frederiksberg Hallen, 1100 Zuschauer
FCK Håndbold: Pedersen, Leganger – Turei  (8), Batinić (7), Krause (4), Savić   (3), Baumbach  (2), Melgaard     (1), Pedersen (1), Bloch-Sørensen, Lyksborg, Nielsen, Transel, Wiberg    (1)
Larvik HK: Sando, Rantala – Breivang   (6), Løke   (5), Stange  (4), Larsen (2), Riegelhuth (2), Breistøl (1), Kristiansen  (1), Iversen, Jansen, Johansen, Narvesen
Referees:  Peter Brunovský & Vladimír Čanda